# 高町なのは
高町 なのは（たかまち なのは）は、テレビアニメ『魔法少女リリカルなのは』シリーズに登場する架空の人物で、本編の主人公。『魔法戦記リリカルなのはForce』および『魔法少女リリカルなのはViVid』では年長者として新しい主人公たちを見守る立ち位置に収まっている。タイトルに「なのは」を冠しない『StrikerS サウンドステージX』や『ViVid Strike!』では登場しない。
担当声優は田村ゆかり。決め台詞は「全力全開」。

## 人物像

### 第1期・『A's』時（少女時代）
高町家の次女で私立聖祥大附属小学校3年生（9歳）。誕生日は3月15日。父・士郎、母・桃子、兄・恭也、姉・美由希との5人家族。自称「平凡な小学3年生」。『A's』時にはAAAクラスの魔導師。左利き。
明るく優しい性格で強い正義感を持つが、辛いこと、悲しいことを抱え込んでしまう癖があり、一時期はそれが原因で彼女を心配する友人のアリサとケンカ寸前にまでなった。学校の成績は良い方で理数系が得意（アリサ曰く自分より成績が上と言われるほど。魔法を知ってからはさらに良くなっている）ただし文系（アリサ曰く中の下）と体育が苦手と本人はいっているがどれほどなのかははっきりしない。
なのはの住む世界では非常に珍しく、魔導師として「天才」と呼べる素質があり、更に希少なレアスキルである『魔力収束』を持ち、ユーノを師として実戦を繰り返す中で急速に才能を開花させてゆく。魔力の放出・集束と制御を得意とし、圧縮・縮小は苦手。本来は堅い防御と砲撃特化の「固定砲台」タイプだが、正式な訓練を受けないままに実戦を重ねて「単身でも戦闘を行える砲撃魔導師」としてのスタイルを確立させる。機動は重めで滑らかな回避は不得手ながら強靭な防御力で攻撃を弾いたり受け止めたりして、操作性に優れた多数の誘導弾と一撃必倒の大威力砲（バリア貫通特性も強い）で仕留めるなど、魔導師としては重装高火力のパワー型（ただし、ゲーム版ではオールラウンド型になっている）。そのあまりの魔道師センスの高さに、師のユーノ自身でさえも驚きの色を隠せなかったほどであり、第1期で彼女の能力をコンピューター分析したエイミィがその分析結果を見て「（当時の段階で、すでにレベルが）AAAクラス。魔力だけに限るとクロノより上。」と太鼓判を押したほど。一方で自らを顧みずに無茶をし過ぎる性向も危惧されていた。魔力光は桜色。バリアジャケット（魔法服）は聖祥小学校制服の影響が色濃い。第1期最終話エピローグからは学校で着けるリボンが太めのピンクのリボンから細い黒のリボンを着けるようになった。また、髪をおろした状態のなのはは、彼女の母親の桃子にそっくりである。
前述のように途轍もないほど高い魔力の持ち主であり、ヴィータから「闇の書のページが20ページほど埋まる」と言われているが、実際はそれよりも上でこの時蒐集した魔力でかなり闇の書のページが埋まった。また第1期11話でクロノも、なのはが放った最大砲撃魔法「スターライトブレイカー」の威力を見て「なんつーバカ魔力」と驚愕している。
かつてアリサがすずかをいじめていた時に、なのはが割ってはいり、アリサと喧嘩になったところをすずかに止められたことがキッカケで、なのははアリサとすずかと親友になる。敵対していたフェイトやヴィータなどの人物とも、幾度となく互いの信念をかけた戦いを繰り返した結果、最終的には分かり合うことが出来ており、彼女達と良き友となっている。
使用デバイス（魔法の杖）はインテリジェントデバイス「レイジングハート」。ユーノから譲り受けたものだが、彼がこのデバイスを手に入れた経緯は不明。『A's』におけるヴィータとの戦いで大きく破損し、新システムであるベルカ式カートリッジシステム（CVK792-A）を組み込んで「レイジングハート・エクセリオン」として生まれ変わる。

### 『StrikerS』時（青年期）
19歳。時空管理局武装隊に正式に所属し、訓練学校を経て戦技教導官を務めている。魔法術式・ミッドチルダ式/魔導師ランク・空戦S+。
部隊ごとに保有出来る魔導師ランクの総計規模が決まっている為、機動六課の部隊長・隊長・副隊長の魔力には「能力限定」と称する出力リミッターが掛けられている。そのため、なのはもAAクラスまで能力を制限されている。この能力限定は、八神はやての許可がない限り解除できない上、解除の許可は滅多に出ない。だがAAクラスでもティアナ達を圧倒するほどの実力がある。
『A's』までは「単独でも戦闘が行える砲撃魔導師」としての戦闘スタイルを確立したが、『StrikerS』では、本人曰く「（後方からの援護射撃型である）ティアナと同じポジション」とのこと。魔力リミッターがかかった状態でも一騎当千の実力は健在だが、実戦では5話など援護に回ることも多くなっている。
教導隊入りしたのは6年前。階級は漫画版（15歳当時）では二等空尉だったが、本編では一等空尉となっている。「エースオブエース」、「誰もが認める無敵のエース」などと呼ばれており、管理局内のみならずミッドチルダでは雑誌に取り上げられるような有名人となっている。
公の場でははやてらに対して敬語を用い、フェイトに対しても「フェイト隊長」と呼ぶことがあるがプライベートでは「はやてちゃん」「フェイトちゃん」「クロノくん」と、10年前同様の呼称を用い続けている。ユーノとの関係は以前と変わらずフェイト達いわく「どちらも仕事が好きだから」あまり進展はない。
誰に対しても優しく接し、自分に対しては謙虚なところは変わらないが無茶なことをしては周囲（主にフェイトやシャマルなど）を困らせる所も変わらない。11歳の頃の事件のことを気にしているようで他人の無茶に対しては厳しく逆に他人から指摘されると「自分は武装隊だから危険は当然」と棚に上げ、結果的に自身が一番無茶をしてしまうのでフェイト達に叱られることもしばしばある。
また、10年の間に自己の鍛錬も怠っておらず、運動能力もさらに向上させている。

## 第1期におけるなのは
とある偶然から傷を負った異世界の少年ユーノを助け、ロストロギア（古代遺産）「ジュエルシード」探索に協力すべく魔法少女（魔導師）となる。そのジュエルシードの探索中、自分と同年代の「寂しげな目」をした女の子・フェイトと出会い、惹かれながらも幾度となく衝突した。戦いを通じて終盤ではフェイトと分かり合うことに成功し、互いにかけがえのない友達になった。

## 『A's』におけるなのは
フェイトと離れ離れになりながらも再会を信じて魔法の訓練を続けていた（クロノに「やりすぎ」と呆れられるほどのメニュー）。そんな彼女がヴォルケンリッターの1人、「鉄槌の騎士」ヴィータに襲撃を受けたことから『A's』の物語は幕を開ける。ヴィータとの戦闘でレイジングハートが大きく破損し窮地に陥るが、助けに来たフェイトやユーノ、アースラの面々の手助けを借りて戦闘の場から離脱する。だが離脱直前、ヴォルケンリッターのシャマルに不意をつかれてリンカーコア（魔導師の魔力の源）を奪われる。しかし命に別状はなく、魔力もすぐに回復した。その後、新システムを埋め込んで復活した「レイジングハート・エクセリオン」と共に、ヴォルケンリッター（主にヴィータ）と幾度となく衝突する。またユーノらの調査によって、闇の書の詳細を知る。
物語後半、親友すずかの誘いにより、フェイト、アリサと共に、すずかの友人である八神はやての元へお見舞いへ行き、彼女と友達になる。
「闇の書事件」終了後、小学4年生となったときに時空管理局武装隊の士官候補生として正式に入局。『A's』最終話エピローグ（本編より6年後）では私立聖祥大附属中学の3年生に進級する一方で、時空管理局武装隊の戦技教導官にも就任。学業の傍らで管理局の任務に従事している。この時期に髪型はサイドポニーに変わっている。『-THE BATTLE OF ACES-』では、ほとんどでないが闇の欠片の彼女は他の仲間とは違い、悲しい過去があるわけではないため、ほぼオリジナルと変わらず、時にはヴィータの悩み解決にも一役買っている。シグナムシナリオでは、フェイトと出会う前の駆け出しだったころが具現化しており、おそらく自身の苦悩や父士郎がコーチしている翠屋JFCの選手を事件に巻き込んだ責任感から生まれたのだと思われる。漫画版ではシグナムとの訓練は苦手だと話すなど本人は「自分は好戦的ではない」と思っているが実際は魔法の練習を楽しみにしており、自ら進んで模擬戦に参加してはフルパワーで戦ったり、『-THE GEARS OF DESTINY-』では気が合うのかシュテルとの勝負を楽しみにするなど自覚はないが好戦的である。

## 『StrikerS』におけるなのは
『A's』から10年後、親友のはやてが設立した本局古代遺物管理部「機動六課」に出向となり、「スターズ分隊」の隊長と六課内の新人魔導師の教育を勤める。優しく面倒見のいい性格は相変わらずで、上司、同僚、後輩を問わず広く信頼されている。
本編から4年前の空港火災時にスバル・ナカジマを助けており、それ以来スバルにとって憧れの人物でもある。スバル、ティアナ、エリオ、キャロら新人フォワード一同を一人前に育て上げることに情熱を注いでいる節があり、彼女達を守ると誓っている。
「模擬戦で徹底的にきっちり打ちのめした方が、教えられる側は学ぶことが多い」という戦技教導隊の教育方針に基づいたやり方の訓練を行っている。訓練メニューは基礎と模擬戦が中心で、確実に新人達が強くなるメニューを組んでいるようだ。過去のある経験からか、教え子達を「何があっても壊れないように育て上げる」ことを第一とし、無茶を繰り返した末に体に後遺症を遺した自身のようにはなって欲しくないという気持ちを持っている。とはいえスバル達のような期待値の高い相手には、にこやかな笑顔で常識離れしたハードメニューを課している。
バリアジャケットは長時間使用、汎用性を重視したアグレッサーモードという形態をとっている。その他に純戦闘用のエクシードモードが存在する。
9歳のころの魔法との出会い以来、常人離れした内容のハード・トレーニングや頻繁な実戦への参加などの無茶を続けてきた結果、彼女の体には負担が溜まって行った。当時の技術力ではカートリッジシステムも不安定な物であり、体への負荷を無視して自身の限界値を無理やり引き出すエクセリオンモードの使用などがそれに拍車をかけた。ある意味では、通常の魔道師には対応不可能なレベルでの魔力運用を「こなせてしまう」天性の魔法の才能が、彼女自身と周囲の人間の認識を甘くする一因になったともいえる。闇の書事件終結の2年後、11歳の冬に今まで溜めてきた無茶と負担のツケがまわり、任務中の僅かな反応の遅れから瀕死の重傷を負ってしまう。一時は空を飛ぶことも歩くことすら不可能になる危険性もあったが、半年間の過酷なリハビリを経て回復。復帰後にランクS取得。それゆえに新人達には無茶をして欲しくないと考えており、スバルとティアナが、なのはの作った訓練メニューを無視して過剰な特訓を繰り返し、なのはとの模擬戦時に無茶な戦法を取った際は、前に語ったようにティアナを「徹底的にきっちり打ちのめした」（その際のなのはの表情は、TV版とDVD版で大きく異なっており、TV版では明らかに怒りを露にしていたが、DVD版では無表情）。なのは自身、模擬戦の後もティアナのことをかなり気にかけており、周りからは「不器用」と評されている。
第13話以降、六課で保護した身寄りのないヴィヴィオの母親代わり（保護責任者）となり、面倒をみることとなった。このため、現在は同室に3人で寝起きしている。当初はヴィヴィオを預かることに関して多分に義務感が占めており、「ずっと一緒にいられたら嬉しいが、本当に良い行き先で幸せになって欲しい」という理由で受け入れ先を探し続けていたが、自分に懐くヴィヴィオと共に暮らす中で、次第に「母」としての愛情に目覚めていく（メガミマガジン2007年9月号特集）。後に、ヴィヴィオが「なのはが本当の母なら良いのに」とこぼした際には「そうだね」と返すなど相当に情を移している面も見せ、次元世界を守る管理局の魔導師としての使命感と、ヴィヴィオへの愛情の板ばさみになっている様子が見受けられる。また、なのは本人としては割と厳しく接しているつもりらしいが、それが教育方針から来るものか、受け入れ先が見つかったときの別れを想定してのことかは不明である。第18話においてさらわれたヴィヴィオを思う彼女には深い悲しみが、そして目には涙があった。
都築曰く、なのははどちらかというと子供の世話は苦手だが、フェイトやはやてに比べると現実感のある母親。上記の描写も「親子の関係とは、何かをしてくれたから好きなのではなく気がついたら大切だった」という都築の親子観や、「なのはには、ヴィヴィオ救出においても仕事としての面を優先せねばならない、という葛藤がある」を意識したものと考えられる。
対ゆりかご戦ではヴィヴィオのいるゆりかごの攻略隊として参戦。立ちはだかる大量のガジェットを撃破しながら彼女の救出に向かう。玉座近辺ではディエチの待ち伏せを受けるも、ブラスター1モードでの砲撃勝負に打ち勝ちディエチを捕縛する戦果を挙げる（その際、ディエチはそのあまりの威力に｢本当に人間か？｣と驚きをもらした）。その後「聖王」として覚醒したヴィヴィオを止めるため、フェイトにも禁じられていたブラスター・システムを更に開放する無茶を敢行。ヴィヴィオの猛攻に圧倒されるが、それは戦いながらワイド・エリア・サーチを展開してクアットロの索敵に集中していたためであった。そして探索成るとカートリッジ5発消費の「カベ抜き」ディバイン・バスターによって最深部まで隔壁ごと撃ち抜いてクアットロを昏倒させた。それでも止まらず自動的に戦い続けたヴィヴィオに対し、スターライト・ブレイカー全方位発射という荒技でその力の源となっていたレリックを破壊、ついにヴィヴィオを保護することに成功する。そうして力を使い果たし閉じ込められたなのは達を救出に来たのは、精魂込めて鍛え上げたスターズの教え子2人であった。
第26話エピローグで、ヴィヴィオを養子として正式に引き取り親子となる。機動六課解散後に昇進提案があったものの辞退。戦技教導官の空戦魔導師として現場に残り続けた。ドラマCDで語られたJS事件後のアフターストーリーでは、ここまでの無茶が祟って身体に後遺症を抱えてしまったことが語られている。そのときに主治医でもあるシャマルに長期の療養を勧められるが、この手の傷は休んでも完治しない可能性があること、「落ちてから後悔しても遅いとよく言われるが、そもそもずっと飛び続けていることはできないのだから、飛ぶことをやめるときまでに何を残せるかだと思う」という持論を話し、第一線を退かないという決意を口にした。
全話に登場するが、第24話「雷光」だけは台詞がなく、三作全52話で唯一EDキャストにクレジットされていない回となっている。

## 『ViVid』、『ViVid Strike!』におけるなのは
『StrikerS』から4年経った後も管理局航空戦技教導隊勤めを続けている。階級は一尉のまま留まっており、（フェイトを養育するために艦隊勤務から外れたリンディ・ハラオウン提督のように）前線には赴かず比較的平穏な任務に就き、生活も基本的には娘のヴィヴィオに合わせている。ヴィータはともに教導に励む仲。
住居はミッドチルダで、高級住宅地を思わせる庭付きの一戸建てに娘のヴィヴィオと二人暮らしであるが、家族団欒のシーンでは親友フェイトの登場頻度も高く、機動六課時代の後輩共々親しい交流が続いている。『ViVid』以降では、バリアジャケット時の髪型がサイドポニーになっている。『ViVid』ではフェイトも含めてかなり家庭的になっていて、アインハルトもただの家庭的で穏やかな母親だと思っていたらしく、それを言ったときに『StrikerS』時の本来の姿をみているノーヴェに苦笑されていた。
ヴィヴィオの試合も必ず見に現れている。
1年後の『ViVid Strike!』ではリンネ・ベルリネッタがヴィヴィオの家族構成を回想する中で「公務員の母親」と呼んでいる。本作では最終話までなのはの名前は出ていない。

## 『Force』におけるなのは
『StrikerS』から6年後（『ViVid』から2年後）を描く『Force』では、都築真紀いわく「師匠系キャラの立ち位置」。階級は一等空尉で航空戦技教導隊に所属し、新装備のテストにあたっていたが、はやての捜査司令の招集を受け、「六課の切り札」の一人としてエクリプス関連事件への捜査に合流する。特務艦ヴォルフラムの主砲としてフッケバインを足止めするが、ディバイド・ゼロを受けて一時戦闘不能に。復帰後、エクリプスウィルスにより変わり果てたトーマと戦い、AEC武装を全損しながらもスバルやフェイト、リリィ、アイシスの協力を得てトーマを確保することに成功。
その後は、六課見習いとなったトーマ、リリィ、アイシスの3人を教導している。

## 使用魔法
上記のように遠距離砲撃戦を得意としており、使用する魔法の大半が砲撃系のものとなっている。
ディバインバスター(Divine Buster)
なのはが最初に習得した直射砲撃魔法で、第1期3話で初使用。足元に魔法陣を描く他、レイジングハートにもリング状の魔法陣（環状魔法陣）が4つ追加される。防御が間に合っても魔力を削られるどころか「えぐられる」ほどの貫通力を持つが、威力に比例してチャージ時間も長いのが欠点。カートリッジシステム使用後はさらに威力が強化された。またバリエーションも豊富で、さらにスバル、ヴィヴィオによって自己流ベルカ式にアレンジされている。
ディバインバスター・エクステンション(Divine Buster Extension)
カートリッジシステムによって大幅に強化されたディバインバスター。『A's』第7話で初使用。
ディバインバスターと比べて最大射程と威力が向上しており、ヴィータが「届くはずがない」と判断したロングレンジの外、アウトレンジの距離をも射程に収めている。なのは自身の肉眼では照準を合わせることが難しいため、レイジングハートが照準の補助を行っている。
また、『StrikerS』第25話でリロードを含んだカートリッジ7発使用の『壁抜き』で、隠れていたクアットロを隔壁ごと撃ち抜いている。
ディバインバスター・フルパワー(Divine Buster Full Power)
ディバインバスターのバリエーションで、広域直射型砲撃魔法。
大幅に魔力消費が増えるが、威力を落とさずに攻撃範囲を広げている。
また、魔力の放出と集束をコントロールする魔法陣も、通常より大きくなっている。
ディバインバスター・フルバースト(Divine Buster Full Burst)
小説版でのみ使用。
ディバインバスターのバリエーションで、拡散する反応炸裂型砲撃魔法。
それはさながら、迫りくる「壁」であり、視認してから回避するのは困難。
小説版では、なのはが保有する魔法の中で、2番目に強力な魔法とのこと。
ショートバスター(Short Buster)
威力・射程を犠牲に、チャージ時間の短縮を目的とした砲撃魔法。
『StrikerS』5話でガシェットドローンIIを撃ち落としていたのが、この魔法。

ディバインシューター(Divine Shooter)
ホーミング性能を持つ多重魔力弾で、誘導制御系の射撃魔法。『A's』の1話でトレーニングをしていた時に使っていた魔法である。第1期の頃は最大でも5発が限界だった反面、本人がアクションしながら同時制御が可能だった。
また、「アクセル」のコマンドワードで弾体を加速させることも可能。
アクセルシューター(Accel Shooter)
誘導制御系射撃魔法で、カートリッジシステムにより強化されたディバインシューター。
ディバインシューターと違って、一度に数十発（初使用の『A's』第5話では12発、『StrikerS』では最大32発）の魔力弾を操作できる。
誘導力・威力・貫通力の全てで、ディバインシューターを大きく上回っている。訓練熱心ななのはの技倆と相まって、射出した内いくつかを相手の攻撃を迎撃する防空任務に充てるなど、一発一発を個別に制御し操ることができる。
ディバインシューターと同じく、「アクセル」のコマンドワードで魔力弾を加速させることが可能。
ただし、ディバインシューターと異なり、なのはが移動しながらの発射・制御はできなくなっている。

エクセリオンバスター(Excellion Buster)
大威力の砲撃魔法で、スターライトブレイカーと並ぶ必殺魔法。「エクセリオンモード」（『A's』）、「エクシードモード」(『Striker's』)という最大魔力モードを発動させた時に使用可能となる。「闇の書事件」の決戦時には、相手を捉えるバインド衝撃波「バレルショット」を放った後に魔力砲撃を撃ち込むフォース・バーストとして使用した。
エクセリオンバスターA.C.S.(Excellion Buster Accelerate Charge System)
「闇の書事件」の決戦時に用いられた、エクセリオンバスターのバリエーション。エクセリオンバスターの直射に耐えうる強固な防御を敷く相手に対して使用される、一連のシークエンスを経ての直撃を狙う突撃形態。
エクセリオンモードのレイジングハート先端部に「砲口」の機能を備える高密度魔力刃「ストライクフレーム」を展開した後、これを槍の穂先に見立ててなのは自身がフルパワーで突撃。相手の防御結界に突き立て、大推力に任せてねじ込み、ストライクフレーム先端が相手の防御結界の「内側」に浸入したならばエクセリオンバスターをチャージ・発砲、炸裂させるという荒業。絶対とも見えた初代リインフォースの防御を破り、直撃弾を与えた。ただし、攻撃後のリインフォースは無傷だったため、ダメージを与えられたかは不明。
エクセリオンバスターの大威力をほぼ零距離炸裂させる性質上、なのは自身も激しい吹き戻しを浴びての大ダメージが避けられない、捨て身の技である。
無茶そのものなA.C.S.も『StrikerS』時点では安定したものとなり、スバルに適した形で伝授を果たした。
ストレイトバスター(Straight Buster)
エクセリオンバスターの応用である直射砲撃魔法。
反応炸裂効果が高められており、敵密集地では敵対象を伝播して連鎖爆発を引き起こすため、使用法によっては消費魔力と比較して極めて高い殲滅力を持つ。
この魔法で、ガジェットII型6機、III型6機の計12機を一撃で壊滅させている。

スターライトブレイカー(Starlight Breaker)
なのは最大最強の切り札であり、彼女の代名詞ともなっている魔法。なのは本人（+カートリッジ）の魔力に加えて、なのは個人の希少スキル「魔力収束」をもって戦場に漂う残留魔力をも呼び集めて特大の一撃を放つ集束砲撃魔法。第1期11話で初使用した時はバインドでフェイトを拘束した後、左手のレイジングハートを頭上に掲げて足元の魔法陣に魔力を収束させた後に魔力光を撃ち込んだ。『A's』ではレイジングハートの先端に魔力を収束する形となり、フェイトやはやてと共に「闇の書の闇」本体を破壊した。『StrikerS』ではさらに威力が強化され、レイジングハートだけでなく《ブラスタービット》からも魔力光が発射され、ヴィヴィオに埋め込められたレリックを破壊する。
絶大な威力に加え、戦場に漂う残留魔力を利用することで「なのは自身はほとんど魔力が残っていない」状態からでも発砲できる反面、なのはの魔力、体力、気力の全てを使い尽くすほどに消耗してしまう上にチャージ時間を長々と取ってしまうため、「最後の一撃」としてしか使用されていない。肉体に対する負担もさることながら、デバイスそのものにもダメージを残す場合も見られる。『A's』では闇の書の意志（リインフォース）がなのはから蒐集された魔力を元に使用し、『StrikerS サウンドステージX』や『Vivid』ではなのはの指導によりティアナも発動できるようになった。
また、ディバインバスター同様、様々なバリエーションが存在する。
スターライトブレイカー+(Starlight Breaker Plus)
スターライトブレイカーの欠点である「チャージ時間の長さ」の解消をあえて無視し、逆にチャージ時間を延ばすことで威力の大幅アップを狙った魔法。発動時には、レイジングハートが発射までのカウントダウンを行う。
結果的に威力の大幅アップに加えて、なのはが思ってもみなかった結界機能の完全破壊機能が付加されている。『A's』第2話では、アースラでも解析できなかった古代ベルカ式の結界を破壊して脱出路を切り開いた。
スターライトブレイカーex(Starlight Breaker ex)
『A's』第12話で、なのはが「トリプルブレイカー」の1つとして使用したスターライトブレイカー。
スターライトブレイカーの特徴である魔力集積に加えて、マガジン内の全カートリッジも消費するため、スターライトブレイカー＋のチャージ時間より半分ほどで発射可能になっている。
超強力であるのだが、強力すぎるために、なのはは一定時間魔法使用不可、レイジングハートはメンテナンスが必要になるなど、使用後は戦闘継続がほぼできなくなる、『A's』の時点での文字通り最後の切り札。
スターライトブレイカーex-fb(Starlight Breaker ex fb)
『StrikerS』第25話で、ヴィヴィオに埋め込まれたレリックを破壊するために、なのはが1度だけ使用したスターライトブレイカー。
「ブラスターモード」のモード3状態で、ブラスタービット4機と共に全方向からスターライトブレイカーexを放つ。
スターライトブレイカーexよりも強力だが、その分デバイスにかかる負担も甚大。
スターライトブレイカー・マルチレイド(Starlight Breaker Multi-Raid)
『Vivid』第15話で、オフトレーニングでの陸戦試合時に使用した。
新たなバリエーションで、複数人を相手としたマルチロックオンが可能な分割多弾砲モードから放たれるが、分割された分だけ威力は減弱される。
そのため、ティアナが発した、一点を中心に威力が拡散する広域攻撃型のスターライトブレイカー・ファントムストライクを相殺しきれず、撃墜された。

スターダストフォール(Stardust Fall)
『StrikerS THE COMICS』で15歳時に使った物質加速型射撃魔法。まず地面に一撃して作った小石群を、魔法で加速させて対象に猛スピードで激突させる。AMFを発生させたガジェット群をこれで撃破した。
防御系
その名の通り防御のための魔法で、物理・魔力による攻撃を防ぐことができる（ただし、その分魔力は消費する）。
『StrikerS』で4種類の防御系魔法があることが判明しているが、そのうちの3種類「フィールド系防御魔法」「バリア系防御魔法」「シールド系防御魔法」を使用する。
バリアジャケット(Barrier Jacket)
魔導師が戦闘時に纏う、魔力で構成された衣服で、フィールド系防御魔法に分類される。
衣服だけではなく、衣服に覆われていない部分やデバイス本体も防御フィールドを生成して身を守ったり、空気抵抗を無効化している。
魔力で出来ているので、発動中（身に付けている間）は常に術者の魔力を消費し続ける。 このため、基本的には必要な時にしか装備しない。 また、その消費魔力量には差があり、防御力に比例していると考えられる。
相手の攻撃のみならず、自らの使用した魔力の逆流、暴発という危険性からも身を守るために、戦闘時だけではなく大規模な魔法の行使の時に着用することもある。
セイクリッドモード(Sacred Mode)
『A's』時に着ていたバリアジャケット。第1期と比べると、主に上半身の強化がなされている。
だが、防御力は上がったが元々重い機動性がさらに重くなり、魔力消費も増えている。
The MOVIE 2ndVer.
『1st』のデザインを踏襲した上で、TV版同様にインナーや袖口の強化を施している。
エクセリオンモード
『The MOVIE 2nd A's』にて追加された。
アグレッサーモード(Aggressor Mode)
軽量で汎用性に優れ、魔力消費を抑えることで長時間の活動（主に教導）に適した形態。ミニスカートとニーソックスの上に、前開きのオーバースカートという下半身が特徴。
｢個人での｣絶対的な強敵との戦闘は想定されていないが、集団戦や通常戦闘であれば必要十分にこなすことが可能な性能を持つ。
エクシードモード(Exceed Mode)
なのはの空戦魔導師としての資質を最大に活かすために組み上げられたモード。アグレッサーモードとは対照的に絶対的な強度を誇る。
見た目は前作のようなロングスカートだが、胸元が前開きになりリボンがなくなるなど、細部が異なっている。
The MOVIE 1stVer.
『A's』以降の変化も取り込んでリニューアルされたバリアジャケット。なのはのイメージではなく、レイジングハートが最適とした形で構築された。
上着の下の金属胸甲、ビス止めの袖防具など、より「戦闘服」という色を強めている。
プロテクション(Protection)
なのはが最初に使用した魔法で、バリア系防御魔法に分類される。正式名はアクティブプロテクション(Active Protection)。
触れたものに反応し、対象を弾き飛ばす性質を持った防御バリアを発生させる。特に物理攻撃に対する耐性が高い。
発動速度が早く防御範囲が広いうえ、魔力も小さくてすむが、元々の防御力は低い。だが、なのはの場合は高い魔力と防御出力により、強固な防御力を持つようになった。
プロテクション・パワード(Protection Powered)
カートリッジシステムにより強化されたプロテクション。
防御力はプロテクションに比べて格段に上がっており、その防御力は、なのはのプロテクションを破ったヴィータのラケーテンハンマーを真っ向から防げるほど。
魔力消費が大きくなった為に、カートリッジシステムで強化された魔力を頼りにしている。
また、この魔法を使用中に派生魔法のバリアバーストを使ってバリアを爆破することで、相手にダメージを与えながら、爆風と衝撃により距離をとることが可能。初出は、カートリッジ強化イベント後のヴィータとの再戦時。
ワイドエリアプロテクション
第1期第4話で初使用された、広域防御魔法。
プロテクションとは異なり攻撃力は持たないものの、広範囲を防御することが出来る。
『A's』第10話でも使用され、この時はアリサとすずかを闇の書の意思（リインフォース）が放ったスターライト・ブレイカーの拡散魔力から守るために、カートリッジを2発使用してバリア出力の底上げをした上で最前列で広範囲への防御を取り、最前面防御と背後への回り込みを防いでいる。
ライトニングプロテクション(Lightning Protection)
小説版でのみ使用された、対雷撃系防御魔法。
小説版ではレイジングハートが自動発動しており、これでフェイトのサンダーレイジを防いでいる（ただし、完全には防げず、なのはのバリアジャケットに少し焦げ痕がついた）。
なお、なのははこの魔法で防いだ直後に、ディバインバスター･フルバーストでフェイトに反撃している。
ラウンドシールド(Round Shield)
魔法陣を使用した円形の盾を作り出す防御魔法で、シールド系防御魔法に分類される。
一方向のみの防御しか出来ないが、その分防御力は高く、特に魔力弾への防御に優れる。
多くの魔導師が使用する防御魔法。なのはの初使用は第1期第11話。
なのはの使用するラウンドシールドは、元々ラウンドシールドが防御に優れている上、結界魔導師ユーノから直接指導を受けたため非常に強固なものになっている。
『A's』ではさらに練度が上がり、インテリジェントデバイスなし（待機モード中）でも発動できるようになり、第1話では両手で同時に発動して、シュヴァルベフリーゲンとテートリヒシュラークを受け止めたシーンもあるが、この時は衝撃を完全には吸収できず、吹き飛ばされ軽傷を負っている。
なお、現在までになのはが使うラウンドシールドを破ったのは、ヴィータのラケーテンハンマー（カートリッジ強化無し）と、闇の書の意志のシュヴァルツェ・ヴィルクング（魔力強化有り）の2例のみ。
絡束盾(Holding Shieid)
『MOVIE 1st THE COMICS』で使用された対武器防御魔法。
攻撃を防ぐと共に武器を「噛む」特性を持つ。これで動きを止めてすぐにバインドをかけるという連携技を見せた。

捕縛（拘束）系
拘束用の魔法で、相手の手足や全身をリング状の魔力で縛り上げる。大まかに、バインド系とケージ系が存在する。
レストリクトロック(Restrict Lock)
第1期時点でなのはが唯一使えたバインド系捕縛魔法（小説）で、全作品を通じて最大最強の拘束魔法。範囲対象の捕獲魔法で、光の輪で目標を固定する。集束系の上位魔法（1期SS01のユーノの台詞）。
発動から完成までの間に指定区域内から脱出できなかった対象全てをその場に固定し、捕獲輪で動きや移動を封じる。第1期第11話の決戦で、スターライトブレイカーから逃げようとしたフェイトを捕らえたのがこの魔法。
なのはは攻撃魔法や飛行魔法よりも早く、1期SS01（2.5話）の時点で、練習から応用させてこの魔法を習得した。 このときは、複数に増殖したジュエルシード暴走体全てを拘束している。
習得時期が早く練度が高いため、発動が速く効果時間も長く、また抵抗も困難。
フープバインド(Hoop Bind)
『StrikerS』第8話でスバルを拘束したバインド系捕縛魔法。
なのはの場合、近距離限定であれば、相手が気付く前に縛ることが可能。
チェーンバインド(Chain Bind)
鎖状の魔力でより強靭に対象を縛り上げ、その場に拘束するバインド系捕縛魔法。
第1期及び『A's』時点では使えなかったが、後にユーノがなのはに教え、ヴィヴィオを拘束する際に使用された。
さらに『vivid』ではアインハルトを模擬戦に於いて拘束、続くスターライトブレイカーで瀕死まで追い込んだ。
クリスタルケージ(Crystal Cage)
『StrikerS』第25話でヴィヴィオに使ったケージ系の拘束魔法。
ブラスタービットを使用して対象を正四面体の檻に閉じ込める。
チェーンバインドをかけたヴィヴィオをさらに拘束するのに使用された。